# Jasminisis deceptrix
Jasminisis deceptrix is een zachte koraalsoort uit de familie Isididae. De koraalsoort komt uit het geslacht Jasminisis. Jasminisis deceptrix werd in 1998 voor het eerst wetenschappelijk beschreven door Alderslade. 